# Koo Ja-Cheol
Koo Ja-Cheol (Koreansk: 구자철, født 27. februar 1989 i Nonsan, Sydkorea) er en sydkoreansk fodboldspiller (midtbane). Han spiller for FC Augsburg i den tyske Bundesliga.
Efter at have startet sin karriere i hjemlandet rejste Koo i 2011 til Europa, hvor han skrev kontrakt med tyske VfL Wolfsburg. Efter også at have spillet et år på leje hos FC Augsburg skiftede han i januar 2014 til Mainz 05.

## Landshold
Koo står (pr. april 2018) noteret for 65 kampe og 19 scoringer for Sydkoreas landshold, som han debuterede for 17. februar 2008 i et opgør mod Kina. Han blev udtaget til landets trup til VM i 2014 i Brasilien.